# Handvest van Hamas
Het Handvest van Hamas is de vroegere formele politieke verklaring van de Palestijnse verzetsbeweging Hamas. In mei 2017 heeft Hamas het vervangen door een nieuwe Beginselverklaring. Tot die tijd gold het handvest als een ideologisch en politiek manifest waarin Hamas zijn identiteit beschreef als een islamistische partij die gewapende strijd voert tegen Israël. Het document werd in januari 1988 geschreven en op 18 augustus 1988 uitgebracht. Het handvest was opgedeeld in zesendertig artikelen en vijf hoofdstukken, exclusief de introductie en de epiloog. De epiloog ving aan met de soera Het Geslacht van Imraan 109-111 uit de Koran.

## Nieuwe Beginselverklaring van 2017
Op 1 mei 2017 publiceerde Hamas 'A Document of General Principles & Politics'. In deze Beginselverklaring stond onder meer dat Hamas akkoord gaat met een onafhankelijke Palestijnse staat langs de grenzen van vóór 1967, hetgeen echter niet betekende dat afstand gedaan werd van de aanspraken op heel Palestina. Het conflict met Israël wordt niet als religieus conflict beschreven: er is geen probleem met Joden, maar met "het zionistische project". "De zionisten die Palestina bezetten" werden gezien als de tegenstanders jegens wie gewapend verzet geoorloofd blijft. Ten slotte werd de beweging niet meer beschreven als vleugel van de Palestijnse Moslimbroederschap.

## Inhoud van Handvest 1988
Het document kende een groot aantal verwijzingen naar aya's (verzen uit de Koran), die in de islam beschouwd worden als het zuiver overgeleverde woord van God.
Naast religieuze beschouwingen gaf het handvest ook een overzicht van het door Hamas veronderstelde Joodse streven naar de wereldheerschappij. Artikel 22 van het handvest was geïnspireerd op de Protocollen van de wijzen van Sion, die al meer dan een eeuw als een antisemitische vervalsing bekend zijn. In artikel 22 werd gemeld dat de Joden zitten achter de Franse Revolutie, het communisme en het uitbreken van de Eerste Wereldoorlog, waarbij het islamitische kalifaat werd vernietigd. Het handvest bevatte echter ook een uitspraak voor handhaving van mensenrechten en voor verdraagzaamheid tegenover andere godsdiensten (artikel 31).
Een aantal belangrijke punten uit het handvest waren:
- Uit het voorwoord: Israël zal bestaan en blijven bestaan totdat de Islam het zal vernietigen, net zoals het anderen daarvoor heeft uitgewist” (De Martelaar, Imam Hassan al-Banna, ter nagedachtenis.)
- Artikel 1: De Islamitische Verzetsbeweging baseert haar richtlijnen op de islam; ontleent daaraan haar denken, interpretaties en denkbeelden over het bestaan, het leven en menselijkheid; verwijst ernaar voor wat betreft haar handelen; en is erdoor geïnspireerd bij iedere stap die wordt gezet.
- Uit artikel 2: De Islamitische verzetsbeweging is één der vleugels van de Moslim Broeders in Palestina. De Moslimbroederschap is een wereldorganisatie, de grootste islamitische beweging in het moderne tijdperk.
- Uit artikel 6: De Islamitische Verzetsbeweging is een specifiek Palestijnse beweging die haar trouw aan Allah verschuldigd is, haar levenswijze aan de islam ontleent en ernaar streeft het vaandel van Allah over iedere centimeter van Palestina te doen wapperen.
- Uit artikel 7: Hamas heeft ernaar verlangd Allah's belofte ten uitvoer te leggen, hoeveel tijd dat ook kost. Mohammed ... zei: "De dag des oordeels zal niet komen, totdat de joden zich achter rotsen en bomen verstoppen, die zullen zeggen: 'O moslims, o Abdullah, achter mij zit een jood, kom hier en dood hem'."
- Uit artikel 10: De islamitische verzetsbeweging zal de onderdrukten ondersteunen, zal rechtvaardigheid brengen en de onrechtvaardigheid verslaan, in woord en daad en met al zijn macht en overal waar het kan.
- Uit artikel 11: De islamitische verzetsbeweging gaat ervan uit dat Palestina een islamitische waqf is voor de toekomstige moslimgeneraties tot de Dag des oordeels.
- Uit artikel 13: Er is geen oplossing voor het Palestijnse probleem dan de jihad.
- Uit artikel 28: Nooit mag vergeten worden dat na de verovering van de Heilige Stad door de Joden in 1967 zij bij de Al-Aqsamoskee hebben verkondigd: Mohammed is dood en zijn afstammelingen zijn alle vrouwen. Israël, jodendom en Joden hebben de islam en alle moslims uitgedaagd. Moge de lafaards nooit slapen.
- Uit artikel 31: De islamitische verzetsbeweging is een humane beweging. De beweging neemt de mensenrechten in acht en wordt geleid door de islamische verdraagzaamheid waar het om de houding tegenover andere godsdiensten gaat. (...) Onder de schaduw van de islam kunnen leden van de drie godsdiensten islam, christendom en jodendom in vrede en harmonie samenleven. Deze vrede en harmonie is alleen mogelijk onder de schaduw van de islam.
- Uit artikel 32: Het verlaten van de conflictcirkel met Israël is hoogverraad; vervloekt zij degene die dat doet.
- Uit artikel 35: De islamitische verzetsbeweging neemt een voorbeeld aan o.a. Saladin en hoe hij Palestina van de Kruisvaarders bevrijdde.

## Tekst
- (en) Hamas Handvest, Engelse vertaling van Avalon Project (Yale Law School)